# 自治大臣
自治大臣是日本的被廢除的國務大臣。
主要管轄了地方自治制度以及選舉制度及消防，為自治省的最高長官。

## 歷代自治大臣
| 代                           | 氏名                         | 內閣                         | 在任期間                        | 兼務等                                 | 所屬政黨                     |
| 地方財政委員會委員長（內閣） | 地方財政委員會委員長（內閣） | 地方財政委員會委員長（內閣） | 地方財政委員會委員長（內閣）    | 地方財政委員會委員長（內閣）           | 地方財政委員會委員長（內閣） |
| ---------------------------- | ---------------------------- | ---------------------------- | ------------------------------- | -------------------------------------- | ---------------------------- |
| 1                            | 竹田儀一                     | 片山內閣                     | 1948年1月7日 - 1948年3月10日    |                                        |                              |
| 2                            | 野溝勝                       | 蘆田內閣                     | 1948年3月10日 - 1948年10月15日  |                                        |                              |
| -                            | （空席）                     | 第2次吉田內閣                | 1948年10月15日 - 1948年10月19日 |                                        |                              |
| 3                            | 巖本信行                     | 第2次吉田內閣                | 1948年10月19日 - 1949年2月10日  |                                        |                              |
| -                            | （空席）                     | 第2次吉田內閣                | 1949年2月10日 - 1949年2月16日   |                                        |                              |
| 4                            | 木村小左衛門                 | 第3次吉田內閣                | 1949年2月16日 - 1949年5月31日   |                                        |                              |
| 地方自治廳長官（總理府）     |                              |                              |                                 |                                        |                              |
| 1                            | 木村小左衛門                 | 第3次吉田內閣                | 1949年6月1日 - 1950年1月24日    |                                        |                              |
| 2                            | 本多市郎                     | 第3次吉田內閣                | 1950年1月24日 - 1950年6月28日   |                                        |                              |
| 3                            | 岡野清豪                     | 第3次吉田內閣                | 1950年6月28日 - 1952年8月1日    | 1950年7月12日為止，行政管理廳長官      |                              |
| 自治廳長官（總理府）         |                              |                              |                                 |                                        |                              |
| 1                            | 岡野清豪                     | 第3次吉田內閣                | 1952年8月1日 - 1952年10月30日   |                                        | 自由黨                       |
| 2                            | 本多市郎                     | 第4次吉田內閣                | 1952年10月30日 - 1953年5月21日  | 行政管理廳長官                         |                              |
| 3                            | 塚田十一郎                   | 第5次吉田內閣                | 1953年5月21日 - 1954年12月10日  | 郵政大臣・行政管理廳長官               | 自由黨                       |
| 4                            | 西田隆男                     | 第1次鳩山內閣                | 1954年12月10日 - 1955年3月19日  | 行政管理廳長官                         | 日本民主黨                   |
| 5                            | 川島正次郎                   | 第2次鳩山內閣                | 1955年3月19日 - 1955年11月22日  | 行政管理廳長官                         | 日本民主黨                   |
| 6                            | 太田正孝                     | 第3次鳩山內閣                | 1955年11月22日 - 1956年12月23日 |                                        | 自由民主黨                   |
| -                            | 石橋湛山                     | 石橋內閣                     | 1956年12月23日                  | 內閣總理大臣的自治廳長官臨時代理       | 自由民主黨                   |
| 7                            | 田中伊三次                   | 石橋內閣                     | 1956年12月23日 - 1957年2月25日  |                                        | 自由民主黨                   |
| 8                            | 田中伊三次                   | 第1次岸內閣                  | 1957年2月25日 - 1957年7月10日   |                                        | 自由民主黨                   |
| 9                            | 郡祐一                       | 第1次岸內閣                  | 1957年7月10日 - 1958年6月12日   |                                        | 自由民主黨                   |
| 10                           | 青木正                       | 第2次岸內閣                  | 1958年6月12日 - 1958年10月28日  | 國家公安委員會委員長                   | 自由民主黨                   |
| 11                           | 愛知揆一                     | 第2次岸內閣                  | 1958年10月28日 - 1959年1月12日  | 法務大臣                               | 自由民主黨                   |
| 12                           | 青木正                       | 第2次岸內閣                  | 1959年1月12日 - 1959年6月18日   | 國家公安委員會委員長                   | 自由民主黨                   |
| 13                           | 石原幹市郎                   | 第2次岸內閣                  | 1959年6月18日 - 1960年6月30日   | 國家公安委員會委員長                   | 自由民主黨                   |
| 自治大臣（自治省）           |                              |                              |                                 |                                        |                              |
| 1                            | 石原幹市郎                   | 第2次岸內閣                  | 1960年7月1日 - 1960年7月19日    | 國家公安委員會委員長                   | 自由民主黨                   |
| 2                            | 山崎巖                       | 第1次池田內閣                | 1960年7月19日 - 1960年10月13日  | 國家公安委員會委員長                   | 自由民主黨                   |
| 3                            | 周東英雄                     | 第1次池田內閣                | 1960年10月13日 - 1960年12月8日  | 國家公安委員會委員長                   | 自由民主黨                   |
| 4                            | 安井謙                       | 第2次池田內閣                | 1960年12月8日 - 1962年7月18日   | 國家公安委員會委員長                   | 自由民主黨                   |
| 5                            | 篠田弘作                     | 第2次池田內閣                | 1962年7月18日 - 1963年12月9日   | 國家公安委員會委員長                   | 自由民主黨                   |
| 6                            | 早川崇                       | 第3次池田內閣                | 1963年12月9日 - 1964年3月25日   | 國家公安委員會委員長                   | 自由民主黨                   |
| 7                            | 赤澤正道                     | 第3次池田內閣                | 1964年3月25日 - 1964年7月18日   | 國家公安委員會委員長                   | 自由民主黨                   |
| 8                            | 吉武恵市                     | 第3次池田內閣                | 1964年7月18日 - 1964年11月9日   | 國家公安委員會委員長                   | 自由民主黨                   |
| 9                            | 吉武恵市                     | 第1次佐藤內閣                | 1964年11月9日 - 1965年6月3日    | 國家公安委員會委員長                   | 自由民主黨                   |
| 10                           | 永山忠則                     | 第1次佐藤內閣                | 1965年6月3日 - 1966年8月1日     | 國家公安委員會委員長                   | 自由民主黨                   |
| 11                           | 鹽見俊二                     | 第1次佐藤內閣                | 1966年8月1日 - 1966年12月3日    | 國家公安委員會委員長                   | 自由民主黨                   |
| 12                           | 藤枝泉介                     | 第1次佐藤內閣                | 1966年12月3日 - 1967年2月17日   | 國家公安委員會委員長                   | 自由民主黨                   |
| 13                           | 藤枝泉介                     | 第2次佐藤內閣                | 1967年2月17日 - 1967年11月25日  | 國家公安委員會委員長                   | 自由民主黨                   |
| 14                           | 赤澤正道                     | 第2次佐藤內閣                | 1967年11月25日 - 1968年11月30日 | 國家公安委員會委員長                   | 自由民主黨                   |
| 15                           | 野田武夫                     | 第2次佐藤內閣                | 1968年11月30日 - 1970年1月14日  | 北海道開発廳長官                       | 自由民主黨                   |
| 16                           | 秋田大助                     | 第3次佐藤內閣                | 1970年1月14日 - 1971年7月5日    | 1971年2月9日至同月17日                 | 自由民主黨                   |
| 17                           | 渡海元三郎                   | 第3次佐藤內閣                | 1971年7月5日 - 1972年7月7日     | 北海道開発廳長官                       | 自由民主黨                   |
| 18                           | 福田一                       | 第1次田中角榮內閣            | 1972年7月7日 - 1972年12月22日   | 北海道開発廳長官                       | 自由民主黨                   |
| 19                           | 江崎真澄                     | 第2次田中角榮內閣            | 1972年12月22日 - 1973年11月25日 | 國家公安委員會委員長・北海道開発廳長官 | 自由民主黨                   |
| 20                           | 町村金五                     | 第2次田中角榮內閣            | 1973年11月25日 - 1974年11月11日 | 國家公安委員會委員長・北海道開発廳長官 | 自由民主黨                   |
| 21                           | 福田一                       | 第2次田中角榮內閣            | 1974年11月11日 - 1974年12月9日  | 國家公安委員會委員長・北海道開発廳長官 | 自由民主黨                   |
| 22                           | 福田一                       | 三木內閣                     | 1974年12月9日 - 1976年9月15日   | 國家公安委員會委員長・北海道開発廳長官 | 自由民主黨                   |
| 23                           | 天野公義                     | 三木內閣                     | 1976年9月15日 - 1976年12月14日  | 國家公安委員會委員長・北海道開発廳長官 | 自由民主黨                   |
| 24                           | 小川平二                     | 福田赳夫內閣                 | 1976年12月14日 - 1977年11月28日 | 國家公安委員會委員長・北海道開発廳長官 | 自由民主黨                   |
| 25                           | 加藤武德                     | 福田赳夫內閣                 | 1977年11月28日 - 1978年12月7日  | 國家公安委員會委員長・北海道開発廳長官 | 自由民主黨                   |
| 26                           | 澀谷直藏                     | 第1次大平內閣                | 1978年12月7日 - 1979年11月9日   | 國家公安委員會委員長・北海道開発廳長官 | 自由民主黨                   |
| 27                           | 後藤田正晴                   | 第2次大平內閣                | 1979年11月9日 - 1980年7月17日   | 國家公安委員會委員長・北海道開発廳長官 | 自由民主黨                   |
| 28                           | 石破二朗                     | 鈴木善幸內閣                 | 1980年7月17日 - 1980年12月17日  | 國家公安委員會委員長                   | 參議院自由民主黨             |
| 29                           | 安孫子藤吉                   | 鈴木善幸內閣                 | 1980年12月17日 - 1981年11月30日 | 國家公安委員會委員長                   | 參議院自由民主黨             |
| 30                           | 世耕政隆                     | 鈴木善幸內閣                 | 1981年11月30日 - 1982年11月27日 | 國家公安委員會委員長                   | 參議院自由民主黨             |
| 31                           | 山本幸雄                     | 第1次中曽根內閣              | 1982年11月27日 - 1983年12月27日 | 國家公安委員會委員長                   | 自由民主黨                   |
| 32                           | 田川誠一                     | 第2次中曽根內閣              | 1983年12月27日 - 1984年11月1日  | 國家公安委員會委員長                   | 新自由俱乐部                 |
| 33                           | 古屋亨                       | 第2次中曽根內閣              | 1984年11月1日 - 1985年12月28日  | 國家公安委員會委員長                   | 自由民主黨                   |
| 34                           | 小泽一郎                     | 第2次中曽根內閣              | 1985年12月28日 - 1986年7月22日  | 國家公安委員會委員長                   | 自由民主黨                   |
| 35                           | 葉梨信行                     | 第3次中曽根內閣              | 1986年7月22日 - 1987年11月6日   | 國家公安委員會委員長                   | 自由民主黨                   |
| 36                           | 梶山靜六                     | 竹下內閣                     | 1987年11月6日 - 1988年12月27日  | 國家公安委員會委員長                   | 自由民主黨                   |
| 37                           | 阪野重信                     | 竹下內閣                     | 1988年12月27日 - 1989年6月3日   | 國家公安委員會委員長                   | 參議院自由民主黨             |
| 38                           | 阪野重信                     | 宇野內閣                     | 1989年6月3日 - 1989年8月10日    | 國家公安委員會委員長                   | 參議院自由民主黨             |
| 39                           | 渡部恆三                     | 第1次海部內閣                | 1989年8月10日 - 1990年2月28日   | 國家公安委員會委員長                   | 自由民主黨                   |
| 40                           | 奧田敬和                     | 第2次海部內閣                | 1990年2月28日 - 1990年12月28日  | 國家公安委員會委員長                   | 自由民主黨                   |
| 41                           | 吹田愰                       | 第2次海部內閣                | 1990年12月28日 - 1991年11月5日  | 國家公安委員會委員長                   | 自由民主黨                   |
| 42                           | 鹽川正十郎                   | 宮澤內閣                     | 1991年11月5日 - 1992年12月12日  | 國家公安委員會委員長                   | 自由民主黨                   |
| 43                           | 村田敬次郎                   | 宮澤內閣                     | 1992年12月12日 - 1993年8月9日   | 國家公安委員會委員長                   | 自由民主黨                   |
| 44                           | 佐藤觀樹                     | 細川內閣                     | 1993年8月9日 - 1994年4月28日    | 國家公安委員會委員長                   | 日本社會黨                   |
| -                            | 羽田孜                       | 羽田內閣                     | 1994年4月28日                   | 內閣總理大臣的自治大臣臨時代理         | 新生黨                       |
| 45                           | 石井一                       | 羽田內閣                     | 1994年4月28日 - 1994年6月30日   | 國家公安委員會委員長                   | 新生黨                       |
| 46                           | 野中廣務                     | 村山內閣                     | 1994年6月30日 - 1995年8月8日    | 國家公安委員會委員長                   | 自由民主黨                   |
| 47                           | 深谷隆司                     | 村山內閣                     | 1995年8月8日 - 1996年1月11日    | 國家公安委員會委員長                   | 自由民主黨                   |
| 48                           | 倉田寬之                     | 第1次橋本內閣                | 1996年1月11日 - 1996年11月7日   | 國家公安委員會委員長                   | 參議院自由民主黨             |
| 49                           | 白川勝彥                     | 第2次橋本內閣                | 1996年11月7日 - 1997年9月11日   | 國家公安委員會委員長                   | 自由民主黨                   |
| 50                           | 上杉光弘                     | 第2次橋本內閣                | 1997年9月11日 - 1998年7月30日   | 國家公安委員會委員長                   | 參議院自由民主黨             |
| 51                           | 西田司                       | 小渕內閣                     | 1998年7月30日 - 1999年1月14日   | 國家公安委員會委員長                   | 自由民主黨                   |
| 52                           | 野田毅                       | 小渕內閣                     | 1999年1月14日 - 1999年10月5日   | 國家公安委員會委員長                   | 自由黨                       |
| 53                           | 保利耕輔                     | 小渕內閣                     | 1999年10月5日 - 2000年4月5日    | 國家公安委員會委員長                   | 自由民主黨                   |
| 54                           | 保利耕輔                     | 第1次森內閣                  | 2000年4月5日 - 2000年7月4日     | 國家公安委員會委員長                   | 自由民主黨                   |
| 55                           | 西田司                       | 第2次森內閣                  | 2000年7月4日 - 2000年12月5日    | 國家公安委員會委員長                   | 自由民主黨                   |
| 56                           | 片山虎之助                   | 第2次森內閣                  | 2000年12月5日 - 2001年1月6日    | 郵政大臣・総務廳長官                   | 參議院自由民主黨             |